# Bohuslav Skalický
Bohuslav Skalický (17. července 1872, Cerekvice nad Bystřicí – 8. prosince 1926 Novo mesto) byl česko-slovinský vinohradník a vinař, který v letech 1895–1926 působil na území Kraňského vévodství. V roce 1895 vedl práce na ochranu proti mšici révokazné v kraňském Novém mestě a od roku 1902 byl vinařem. V roce 1913 byl povýšen na vrchního vinařského inspektora, v roce 1921 na zemědělského radu a vinařského úředníka, v roce 1921 na správce zemědělské školy v Grmu a od roku 1924 až do své smrti byl ředitelem zemědělské školy.